# نیرو (جنگ ستارگان)

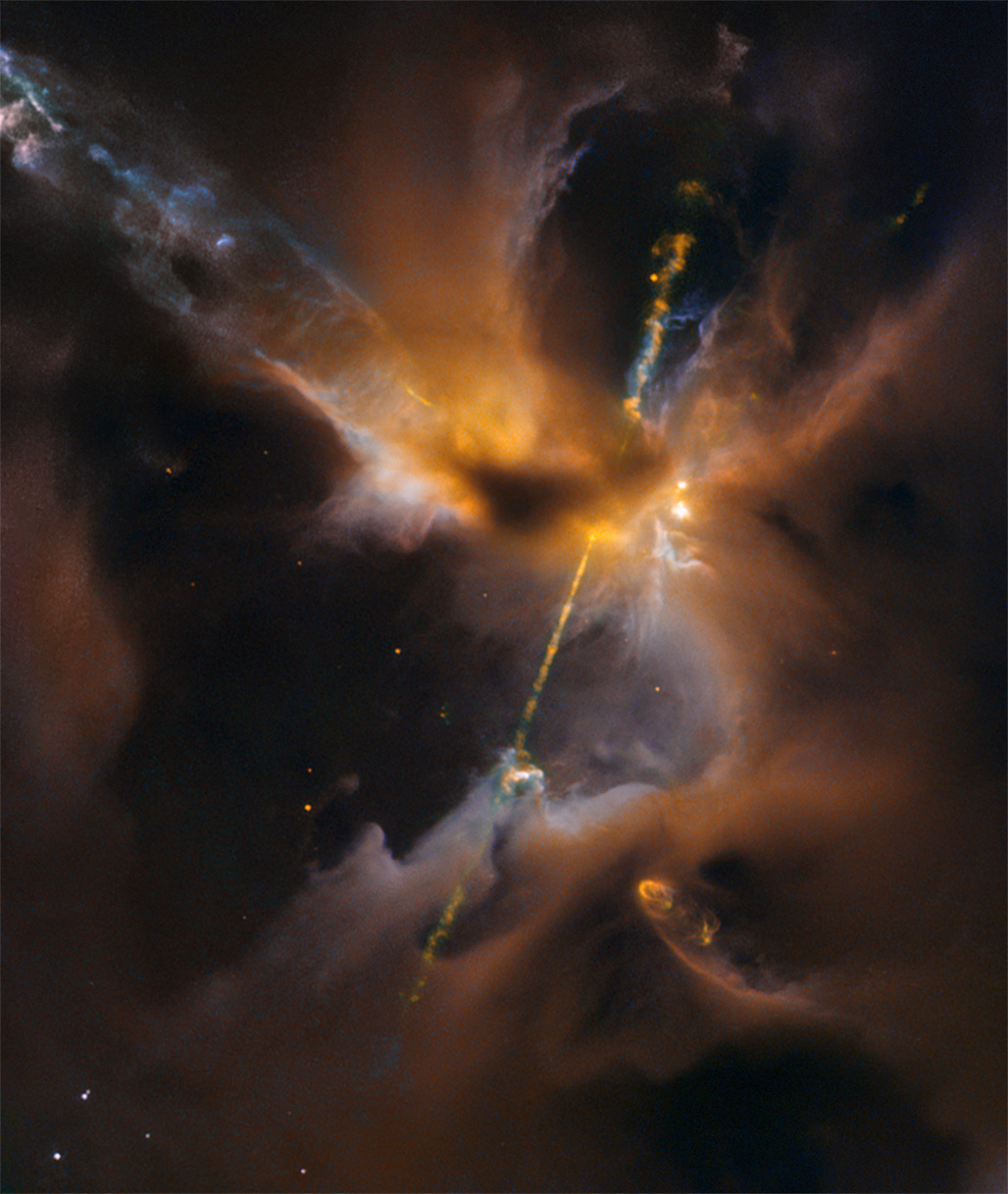
نیرو (جنگ ستارگان)

نیرو یک انرژی متافیزیکی و همه گیر در دنیای خیالی جنگ ستارگان است. شخصیت‌هایی که از نیرو استفاده می‌کنند به شخصیت‌های «حساس به نیرو» معروف هستند و به دو زمره تقسیم می‌شوند: قهرمانانی مانند جدای که می‌خواهند با نیرو یکی شوند، در حالی که سیت و دیگر شرورها از این نیروها سوءاستفاده می‌کنند و سعی می‌کنند آن را برای خواسته‌های خود استفاده کنند. نیرو با جنبه‌های مختلفی از آیین‌های دینی مقایسه شده‌است و جمله «نیرو همراهت باد» بخشی از زبان محلی فرهنگ عامه شده‌است.